# Медвежья Грива
Медвежья Грива — деревня в Нижнеомском районе Омской области. Входит в состав Соловецкого сельского поселения.

## История
Основана в 1911 г. В 1928 г. состояла из 107 хозяйств, основное население — русские. Центр Медвежьегривского сельсовета Калачинского района Омского округа Сибирского края.

## Население
| 2010 |
| ---- |
| 41   |